# Älvsborg (stadsdel)
För andra betydelser, se Älvsborg (olika betydelser).
Älvsborg är en stadsdel med nummer 55 i Göteborg. Stadsdelsgrannar är: i norr nr 27 Rödjan (på andra sidan Älvsborgsfjorden, vattengräns), nr 26 Nya Varvet och nr 25 Sandarna; i öster nr 58 Järnbrott; i sydost nr 60 Rud; i söder nr 61 Tynnered och nr 56 Fiskebäck samt i nordväst nr 64 Arendal (vattengräns). Området inkorporerades med Göteborg, dels den 1 januari 1868 (del av Älvsborgs Kungsladugård med lägenheterna Majorna och Kungsladugård) samt den 1 januari 1945 (del av Västra Frölunda socken). Stadsdelen har en areal på 1 210 hektar.
Namnet Älvsborg är belagt från 1366 med namnformen Eluesborgh, med syftning på "borgen vid älvens mynning" (Göta älv), alltså Älvsborg.

## Byggnadsminnen
Inom stadsdelen finns det två byggnadsminnen (BM) och ett statligt byggnadsminne SBM:
- Nobis
- Nya Varvet
- Oscar II:s fort inom Älvsborgs fästning